# Jason Mitchell
Jason Mitchell, född 5 januari 1987 i New Orleans, är en amerikansk skådespelare. Han har bland annat gjort rollen som Eazy-E i filmen Straight Outta Compton från 2015.

## Filmografi
| År   | Titel                            | Roll               | Noter                      |
| ---- | -------------------------------- | ------------------ | -------------------------- |
| 2011 | Texas Killing Hums               | Kassör på 7-Eleven |                            |
| 2012 | Contraband                       | Walter             |                            |
| 2012 | Dragon Eyes                      | J-Dog              |                            |
| 2013 | Broken City                      | Cast Friend #1     |                            |
| 2015 | Major Crimes                     | Twizz              | Episode: "Snitch"          |
| 2015 | Straight Outta Compton           | Eazy-E             |                            |
| 2016 | Keanu                            | Bud                |                            |
| 2016 | Vincent N Roxxy                  | Cordell            |                            |
| 2016 | Barry                            | PJ                 |                            |
| 2017 | Mudbound                         | Ronsel Jackson     |                            |
| 2017 | Kong: Skull Island               | Glenn Mill         |                            |
| 2017 | The Disaster Artist              | Nate               |                            |
| 2017 | Detroit                          | Carl Cooper        |                            |
| 2017 | Philip K. Dick's Electric Dreams | Lenny              | Episode: "Kill All Others" |